# Tears of Joy (原田知世のアルバム)
『Tears of Joy』（ティアーズ・オブ・ジョイ）は、原田知世の通算7作目のオリジナル・アルバム。1990年5月21日にFOR LIFEよりリリースされた。

## 概要
帯コピー：いろんな気持ちの原田知世です。
タイトルの「Tears of Joy」とは、″うれし涙″ を意味する。レコード会社をCBS・ソニーからFOR LIFEに移籍して1作目となるアルバムで、オリジナルとしては、前作『Schmatz』からおよそ2年10か月ぶりのリリースとなった。今作のプロデュースは ″透影月奈″(すきかげ るな) こと原田自身が担当しており、全10曲中5曲の作詞も原田が手掛けている。
「Silvy」はシングルと異なるバージョンで収録。タイトル曲「Tears of Joy」は、次作『Blue in Blue』にも別バージョンにて収録され、2001年10月24日には再びアレンジを変えてマキシ・シングルとしてリリースされた。
1996年9月20日には、「Silvy」のオリジナル・カラオケが追加収録されたCD選書盤として再発売された。

## 収録曲

### CD
| #         | タイトル                       | 作詞               | 作曲             | 編曲      | 時間  |
| --------- | ------------------------------ | ------------------ | ---------------- | --------- | ----- |
| 1.        | 「Silvy」                      | 安藤芳彦           | 山口美央子       | 杉山卓夫  | 5:34  |
| 2.        | 「ひとときの永遠」             | 安藤芳彦           | 柿原朱美         | 杉山卓夫  | 5:47  |
| 3.        | 「STEADY BOYS」                | 透影月奈・安藤芳彦 | 柿原朱美         | 武部聡志  | 4:16  |
| 4.        | 「二人の陽炎」                 | 安藤芳彦           | 渡辺格           | 山崎孝    | 4:25  |
| 5.        | 「ため息の日曜日」             | 透影月奈           | 彩恵津子         | 杉山卓夫  | 5:13  |
| 6.        | 「雨の降る夜に」               | 透影月奈           | 市川祥治・山内薫 | 杉山卓夫  | 5:46  |
| 7.        | 「うたかたの輪舞曲」           | 安藤芳彦           | 弓島小夜         | 山崎孝    | 5:23  |
| 8.        | 「バースデイには勇気を出して」 | 透影月奈・安藤芳彦 | 柿原朱美         | 武部聡志  | 4:37  |
| 9.        | 「Tears of Joy」               | 原田知世           | 柿原朱美         | 山崎孝    | 4:14  |
| 10.       | 「Shell Pink 〜眠りの国へ〜」  | 安藤芳彦           | 武藤祐二         | 山崎孝    | 3:00  |
| 合計時間: | 合計時間:                      | 合計時間:          | 合計時間:        | 合計時間: | 48:15 |

### CD選書盤
| #         | タイトル                        | 作詞               | 作曲             | 編曲      | 時間  |
| --------- | ------------------------------- | ------------------ | ---------------- | --------- | ----- |
| 1.        | 「Silvy」                       | 安藤芳彦           | 山口美央子       | 杉山卓夫  | 5:34  |
| 2.        | 「ひとときの永遠」              | 安藤芳彦           | 柿原朱美         | 杉山卓夫  | 5:47  |
| 3.        | 「STEADY BOYS」                 | 透影月奈・安藤芳彦 | 柿原朱美         | 武部聡志  | 4:16  |
| 4.        | 「二人の陽炎」                  | 安藤芳彦           | 渡辺格           | 山崎孝    | 4:25  |
| 5.        | 「ため息の日曜日」              | 透影月奈           | 彩恵津子         | 杉山卓夫  | 5:13  |
| 6.        | 「雨の降る夜に」                | 透影月奈           | 市川祥治・山内薫 | 杉山卓夫  | 5:46  |
| 7.        | 「うたかたの輪舞曲」            | 安藤芳彦           | 弓島小夜         | 山崎孝    | 5:23  |
| 8.        | 「バースデイには勇気を出して」  | 透影月奈・安藤芳彦 | 柿原朱美         | 武部聡志  | 4:37  |
| 9.        | 「Tears of Joy」                | 原田知世           | 柿原朱美         | 山崎孝    | 4:14  |
| 10.       | 「Shell Pink 〜眠りの国へ〜」   | 安藤芳彦           | 武藤祐二         | 山崎孝    | 3:00  |
| 11.       | 「Silvy」(オリジナル・カラオケ) |                    |                  |           | 4:48  |
| 合計時間: | 合計時間:                       | 合計時間:          | 合計時間:        | 合計時間: | 53:03 |

## 参加ミュージシャン
| Silvy - Keyboards：杉山卓夫 - Bass：バカボン鈴木 - Acoustic Guitar：渡辺格 - Percussion：マック清水 - Pianica solo：杉山卓夫 - Synthesizer Programming：大竹徹夫、HIDETOSHI ABO ひとときの永遠 - Piano & All Keyboards：杉山卓夫 - Bass：美久月千晴 - Acoustic Guitar：渡辺格 - Percussion：中島オバヲ - Background Vocal：高橋洋子 - Synthesizer Programming：大竹徹夫、HIDETOSHI ABO STEADY BOYS - All Instruments：武部聡志 - Background vocal：楠瀬誠志郎 - Synthesizer Programming：大竹徹夫、HIDETOSHI ABO 二人の陽炎 - Piano & All Keyboards：山崎孝 - Acoustic & Electric Guitar：渡辺格 - Background vocal：木戸やすひろ、比山清、山川恵津子 - Synthesizer Programming：大竹徹夫、HIDETOSHI ABO ため息の日曜日 - Piano & All Keyboards：杉山卓夫 - Acoustic & Electric Guitar：渡辺格 - Synthesizer Programming：迫田到 | 雨の降る夜に - Piano & All Keyboards：杉山卓夫 - Bass：バカボン鈴木 - Acoustic Guitar：渡辺格 - Percussion：マック清水 - Synthesizer Programming：大竹徹夫、HIDETOSHI ABO うたかたの輪舞曲 - All Keyboards：山崎孝 - Classic Guitar & Mandolin：渡辺格 - Violin Solo：金子飛鳥 - Synthesizer Programming：大竹徹夫、HIDETOSHI ABO バースデイには勇気を出して - All Instruments：武部聡志 - Background vocal：楠瀬誠志郎 - Synthesizer Programming：大竹徹夫、HIDETOSHI ABO Tears of Joy - All Keyboards：山崎孝 - Acoustic Guitar：渡辺格 - Operatic Background vocal：原田知世 - Synthesizer Programming：大竹徹夫、HIDETOSHI ABO Shell Pink 〜眠りの国へ〜 - All Keyboards：山崎孝 - Bass：武藤祐二 - Guitar：渡辺格 - Synthesizer Programming：大竹徹夫、HIDETOSHI ABO |

## シングル

### 概要
フォーライフ・レコードに移籍後第1作目となるシングル。表題曲はアルバム『Tears of Joy』とはバージョンが異なっている。カップリング曲「夢迷賦」は『Tears of Joy』には収録されなかったが、1992年発売のアルバム『GARDEN』にアレンジを変更して収録された。なおこの曲は、作曲者の崎谷健次郎が新たに斉藤由貴を作詞に迎え、タイトルを「意味」と変更してアルバム『ambivalence』収録曲としてセルフカバーしている。同曲は後に斉藤自身もカバーしている。

### 収録曲
| #  | タイトル   | 作詞     | 作曲       | 編曲       | 時間 |
| -- | ---------- | -------- | ---------- | ---------- | ---- |
| 1. | 「Silvy」  | 安藤芳彦 | 山口美央子 | 杉山卓夫   | 4:51 |
| 2. | 「夢迷賦」 | 透影月奈 | 崎谷健次郎 | 崎谷健次郎 | 4:21 |